# Metropolie Adrianopolis
Metropolie Adrianopolis je jedna z metropolií Konstantinopolského patriarchátu, nacházející se na území Turecka.

## Historie
Adrianopolis (dnešní Edirne) bylo založeno na místě thráckého města Uskudama roku 127 císařem Hadriánem po kterém bylo město pojmenováno.
Biskupský stolec zde vzniklo roku 325. V 7. století mu bylo podřízeno 5 biskupství a ve 12. století 13 biskupství. Roku 1326 dobyli město Osmané a Adrianopolis se v letech 1413 a 1457 stalo jejich hlavním městem. Postupem času ubývalo podřízených biskupství.
Po vzniku Bulharského exarchátu roku 1870 se město stalo centrem blahočiní ale nebyl zde zvolen metropolita.
Roku 1913 bylo v důsledku druhé balkánské války bulharské pravoslavné obyvatelstvo vyhnáno osmanskou armádou. Řecké pravoslavné obyvatelstvo na základě Výměny obyvatelstva mezi Řeckem a Tureckem bylo roku 1922 přesídleno do Řecka.
Po stažení všech řeckých vojsk z východní Thrákie se poslední metropolita Polykarpos (Varadakis) usadil západně od Maricy v té části eparchie která se nacházela na území Řecka. Od 9. října 1924 zněl jeho titul "Metropolita Nové Orestiady a Adrianopolis".
Roku 1931 byly farnosti metropolie převedeny do metropolie Didymoteicho a metropolita Polykarpos byl přemístěn do metropolie Chios.
Od roku 1998 nosí titul "biskup Adrianopolis" hierarcha Bulharské pravoslavné církve Jevlogij (Stamboldžijev).
Dne 20. ledna 2003 byla vytvořena v rámci Konstantinopolského patriarchátu titulární metropolie Adrianopolis.
Současný titul metropolitů je; Metropolita Adrianopolis, hypertimos a exarcha Haemimontu.